# Lovis Corinth
Louis Corinth (født 21. juli 1858 i Tapiau, Østpreussen, død 17. juli 1925) var en tysk maler.
Corinth blev uddannet efterhånden i Königsberg, München (Löfftz) og Paris, ved sin virksomhed knyttet først til München, så til Berlin. Her blev han en af secessionens mest omstridte mænd. Hans varmblodige naturalisme går løs på emnet, ikke sjælden med bristende smag og kultur, men med kraftigt temperament og stor malerisk bravur.
Han maler meget ofte i stor målestok og med broget emnekreds: karakterfulde portrætter (selvportræt med benrad, Conrad Ansorge etc.), bibelske stykker (Plata [1898, Magdeburg Museum], Nedtageisen fra Korset, 1906, etc.), mytologiske sujetter (det morsomme Zeus’ Barndom, 1906) og mange andre, og med forkærlighed det nøgne legeme (Diptykonet Das Leben etc.). Corinth var også illustrator (flere litografi-suiter), raderer og var optrådt som kunstforfatter.
Et sent værk var Den røde Kristus fra 1922, et oliemaleri på træ i traditionen for maling af altertavler hos gamle tyske og hollandske malere.
| - Selvportræt med skelet, malet 1896 - Portræt af Conrad Ansorge, malet 1903 - Den røde Kristus, olie på træ, 1922 |